# Рейнский монетный союз
Рейнский монетный союз (Союз рейнских курфюрстов; нем. Rheinischer Münzverein) — монетный союз, заключённый рейнскими курфюрстами: архиепископом Майнца Адольфом I, архиепископом Кёльна Фридрихом III, архиепископом Трира Куно и пфальцграфом Рупрехтом I с целью единообразия и гарантии чеканки монет в интересах развития торговли. Союз был заключён 8 июня 1386 года. В 1419 году к союзу присоединился Юлих, а в 1420 — Кёльн.
На гольдгульденах, чеканившихся членами союза, изображались гербы всех членов союза. На аверсе изображался Иоанн Креститель, позже — апостол Пётр или Христос. Гульдены союза использовались в обращении во многих германских государствах.